# ホンダ・NSF250R
NSF250R（エヌエスエフにひゃくごじゅうアール）は、ホンダ・レーシング（HRC）が開発し、2011年12月から販売している競技専用オートバイ。4ストローク250 cc単気筒エンジンを搭載したロードレーサーである。

## 概要
2012年にロードレース世界選手権（MotoGP）のレギュレーション変更が行われ、これまで2ストローク125 ccエンジンを搭載したマシンで行われていた「GP125」クラスが廃止され、代わりに4ストローク250 ccエンジンのマシンで行われる「Moto3」クラスが新設されるのに伴い、新たなレギュレーション下での出場条件を満たす車両として開発された。また全日本ロードレース選手権でも、2012年よりJ-GP3クラス（旧GP125クラス）のエンジンが4ストロークに統一されることにも対応している。
マシンは旧GP125クラスで使用されてきたRS125Rの技術をベースとしながらも各所に改良が加えられており、特に搭載エンジンは車体リア側に15°傾けて空いた前部スペースに吸気系統を搭載する方式をとっている。またスペアパーツに関しては、タイヤホイール・カウルなど多くをRS125Rと共用可能とすることで新たな費用負担を抑えている。
発表当初の販売価格は、欧州では2万3,600ユーロ（約276万円）であるのに対し、日本での車両希望小売価格は174万9,510円（税込）と、日本国内での販売価格が割安に設定されている。その後価格改定が数度行われ、2020年現在の販売価格は1,479,500円（税込）となっている。なおホンダでは、完成車以外にエンジン単体での販売も行っており、実際Moto3クラスでは独自開発のフレームに本車のエンジンを搭載して参戦するチームも多い。
なお2014年以降Moto3クラスのホンダユーザーが使用しているNSF250RWは、事実上のワークスマシンを投入しているKTMに対抗するため、いちから開発したワークスマシンで、名称こそNSF250Rであるがエンジン自体も1から新規で開発されており、共通パーツはほぼ皆無であるといわれている。

## レース戦績

### 2011年
2012年からの本格投入に先立ち、2011年の全日本ロードレース選手権・第3戦よりJ-GP3クラスにテスト参戦を開始し、同レースで仲城英幸が3位に入りデビュー戦で表彰台に登ったほか、同マシンに乗る藤井謙汰が同年のJ-GP3クラスチャンピオンを獲得した。

### 2012年
MotoGPの2012年シーズンにおいて、HRC以外にMoto3用マシンの開発を表明しているのは、他にオーストリアのKTM、スペインのBeOn程度で、ヤマハ・スズキ・アプリリアといった有力メーカーに動きが見られないこともあって、前評判ではHRCが開発面で他社をリードしていると見る関係者が多かった。サマーブレイクまでにFTRモト製シャーシにNSFのエンジンを搭載したマシンに乗るマーベリック・ビニャーレスの5勝を含めた7勝を挙げるものの(勝利したのは全てFTRホンダ)サマーブレイク後はKTMに押され未勝利で終わり、コンストラクターズタイトルをKTMに奪われる結果となった。